# Lijst van trainers van Karabükspor
Dit is een lijst van trainers sinds 1969, die nog actief waren voor Karabükspor.

## Lijst van trainers sinds 1969

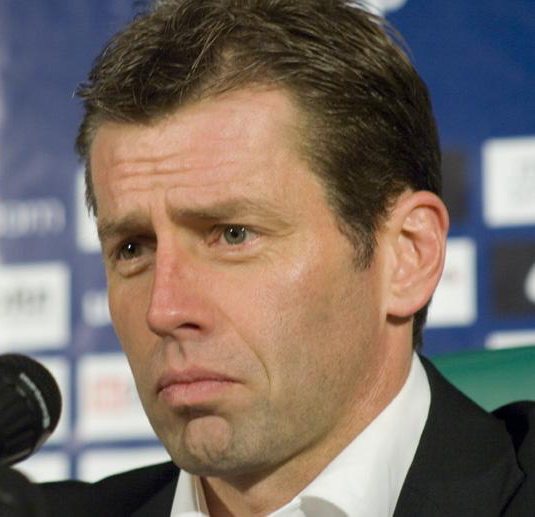
Michael Skibbe

| Seizoen   | Trainer(s)                                               |
| --------- | -------------------------------------------------------- |
| 2012-2013 | Michael Skibbe & Mesut Bakkal                            |
| 2011-2012 | Bülent Korkmaz                                           |
| 2010-2011 | Yücel Ildiz                                              |
| 2009-2010 | Yücel Ildiz                                              |
| 2008-2009 | Hüsnü Özkara                                             |
| 2007–2008 | Mustafa Çapanoğlu                                        |
| 2006-2007 | Hüseyin Hamamcı & Erdoğan Yılmaz                         |
| 2005-2006 | İlyas Tüfekçi & Ali Güneş                                |
| 2004-2005 | Mücahit Yalçıntaş & Tarık Yurttaş & İlyas Tüfekçi        |
| 2003-2004 | Semih Tokatlı & Celal Kıbrızlı                           |
| 2002-2003 | Cüneyt Memişoğlu & Fatih Eser                            |
| 2001–2002 | Hasan Vezir & Cüneyt Memişoğlu                           |
| 2000-2001 | İsmail Kartal & Hasan Vezir                              |
| 1999-2000 | Neşet Muharrem & Ali Kemal Denizci & Cahit Dikici        |
| 1998-1999 | Ahmet Akçan & Orhan Yüce & Cihat Erbil & Neşet Muharrem  |
| 1997-1998 | Nejat Biyediç                                            |
| 1996-1997 | Zeynel Soyuer & Giray Bulak                              |
| 1995-1996 | Orhan Yüce                                               |
| 1994-1995 | Akif Başaran & İlyas Tüfekçi & Cahit Dikici & İsa Ertürk |
| 1993-1994 | Ali Kemal Denizci & Yüksel Aşkun & İlyas Tüfekçi         |
| 1992-1993 | Ali Kemal Denizci                                        |
| 1991-1992 | Mehmet Başaygün & Özhan Maraton                          |
| 1990-1991 | Özhan Maraton                                            |
| 1989-1990 | Özhan Maraton                                            |
| 1988-1989 | Ergün Kantarcı & Özhan Maraton                           |
| 1987-1988 | Ergün Kantarcı                                           |
| 1986-1987 | Mehmet Babalık                                           |
| 1985-1986 | Ergün Kantarcı & Özhan Maraton                           |
| 1984-1985 | Yüksel Aşkun                                             |
| 1983-1984 | Yüksel Aşkun                                             |
| 1982–1983 | Özhan Maraton & Hikmet Galin & Yüksel Aşkun              |
| 1981–1982 | Yüksel Aşkun & Erdoğan Gürhan                            |
| 1979–1981 | Yüksel Aşkun                                             |
| 1978–1979 | Turgut Kafkas & Gürcan Berk                              |
| 1977–1978 | Ahmet Karlıklı & Fuat Kızıltuğ                           |
| 1976–1977 | Ahmet Karlıklı                                           |
| 1975–1976 | Altan Santepe                                            |
| 1974–1975 | Candemir Berkman & Yüksel Aşkun & Altan Santepe          |
| 1973–1974 | Basri Dirimlili                                          |
| 1972–1973 | Altan Sayın                                              |
| 1971–1972 | Altan Sayın                                              |
| 1970–1971 | İsmail Kurt                                              |
| 1969–1970 | Nazmi Bilge                                              |